# Pouillon (Landas)
 Pouillon  (en occitano Polhon) es una población y comuna francesa, situada en la región de Aquitania, departamento de Landas, en el distrito de Dax y cantón de Pouillon.

## Demografía
| 2502 | 2450 | 2425 | 2477 | 2596 | 2685 |
| Para los censos de 1962 a 1999 la población legal corresponde a la población sin duplicidades (Fuente: INSEE [Consultar]) |      |      |      |      |      |

## Hermanamientos
- Daroca  España.